# Горња Драгуша
Горња Драгуша је насеље у Србији у општини Блаце у Топличком округу. Налази се између Јастребца и Копаоника око 60 километара југоисточно од Ниша. Према попису из 2022. било је 162 становника (према попису из 1991. било је 361 становника).

## Историја
У Другом светском рату је село било познато и као „Мала Москва“, јер се у њему налазио снажан партизански отпор окупатору.
У селу се, захваљујући тадашњем високом функционеру КПЈ-а Драгану Поповићу - Суљи, налази Дом културе, пошта и лекарска амбуланта и музеј историје села, у коме се налазе многобројне фотографије које сведоче о животу села од појаве првих фотографија па све до послератног периода. Ту се, такође, налази и споменик палим борцима у борби против окупатора у Другом светском рату.
Становници села се углавном баве пољопривредом и сточарством.
Овде се налази Црква Св. Илије у Горњој Драгуши.

## Демографија
У насељу Горња Драгуша живи 220 пунолетних становника, а просечна старост становништва износи 46,5 година (46,5 код мушкараца и 46,5 код жена). У насељу има 106 домаћинстава, а просечан број чланова по домаћинству је 2,43.
Ово насеље је великим делом насељено Србима (према попису из 2002. године), а у последња три пописа, примећен је пад у броју становника.
|  |

| Демографија | Демографија | Демографија |
| Година      | Становника  | Становника  |
| ----------- | ----------- | ----------- |
| 1948.       | 605         |             |
| 1953.       | 604         |             |
| 1961.       | 475         |             |
| 1971.       | 409         |             |
| 1981.       | 389         |             |
| 1991.       | 361         | 323         |
| 2002.       | 258         | 275         |

| Етнички састав према попису из 2002.‍ | Етнички састав према попису из 2002.‍ | Етнички састав према попису из 2002.‍ | Етнички састав према попису из 2002.‍ | Етнички састав према попису из 2002.‍ |
| ------------------------------------ | ------------------------------------ | ------------------------------------ | ------------------------------------ | ------------------------------------ |
|                                      |                                      |                                      |                                      |                                      |
| Срби                                 | Срби                                 |                                      | 255                                  | 98,83%                               |
| Југословени                          | Југословени                          |                                      | 1                                    | 0,38%                                |
| непознато                            | непознато                            |                                      | 2                                    | 0,77%                                |

| Година пописа     | 1948. | 1953. | 1961. | 1971. | 1981. | 1991. | 2002. |
| ----------------- | ----- | ----- | ----- | ----- | ----- | ----- | ----- |
| Број домаћинстава | 113   | 126   | 128   | 125   | 120   | 102   | 106   |

| Број чланова      | 1  | 2  | 3  | 4  | 5 | 6 | 7 | 8 | 9 | 10 и више | Просек |
| ----------------- | -- | -- | -- | -- | - | - | - | - | - | --------- | ------ |
| Број домаћинстава | 28 | 41 | 10 | 18 | 8 | 1 | 0 | 0 | 0 | 0         | 2,43   |

| Пол    | Укупно | Неожењен/Неудата | Ожењен/Удата | Удовац/Удовица | Разведен/Разведена | Непознато |
| ------ | ------ | ---------------- | ------------ | -------------- | ------------------ | --------- |
| Мушки  | 110    | 29               | 72           | 8              | 1                  | 0         |
| Женски | 122    | 26               | 73           | 20             | 1                  | 2         |
| УКУПНО | 232    | 55               | 145          | 28             | 2                  | 2         |

| Пол    | Укупно                    | Пољопривреда, лов и шумарство | Рибарство                            | Вађење руде и камена | Прерађивачка индустрија       |
| ------ | ------------------------- | ----------------------------- | ------------------------------------ | -------------------- | ----------------------------- |
| Мушки  | 29                        | 2                             | 0                                    | 0                    | 13                            |
| Женски | 17                        | 1                             | 0                                    | 0                    | 9                             |
| УКУПНО | 46                        | 3                             | 0                                    | 0                    | 22                            |
| Пол    | Производња и снабдевање   | Грађевинарство                | Трговина                             | Хотели и ресторани   | Саобраћај, складиштење и везе |
| Мушки  | 0                         | 0                             | 6                                    | 0                    | 1                             |
| Женски | 0                         | 0                             | 2                                    | 0                    | 0                             |
| УКУПНО | 0                         | 0                             | 8                                    | 0                    | 1                             |
| Пол    | Финансијско посредовање   | Некретнине                    | Државна управа и одбрана             | Образовање           | Здравствени и социјални рад   |
| Мушки  | 0                         | 0                             | 4                                    | 1                    | 2                             |
| Женски | 0                         | 0                             | 0                                    | 2                    | 2                             |
| УКУПНО | 0                         | 0                             | 4                                    | 3                    | 4                             |
| Пол    | Остале услужне активности | Приватна домаћинства          | Екстериторијалне организације и тела | Непознато            | Непознато                     |
| Мушки  | 0                         | 0                             | 0                                    | 0                    | 0                             |
| Женски | 0                         | 0                             | 0                                    | 1                    | 1                             |
| УКУПНО | 0                         | 0                             | 0                                    | 1                    | 1                             |

## Галерија слика
- Споменик палим борцима
- Мост у селу
- Сала, музеј борцима НОР-а и пошта
- Драгушка река
- Продавница у селу
- Главни мост у селу
- Једно сеоско двориште